# Betalningsfastställelse
Betalningsfastställelse är när en fordran, förenad med panträtt av en domstol eller kronofogdemyndighet, kan fastställas utgå ur den pantförskrivna egendomen.
Genom betalningsfastställelse ges borgenären en möjlighet att ta i anspråk den egendom som panträtten gäller. Betalningsfastställelse kan ske genom utslag, dom eller tredskodom. Egendomen anses efter beslutet som utmätt, vilket följer av 4 kap 27 § utsökningsbalken. Denna utmätningsverkan medför att kronofogdemyndigheten inte behöver meddela något beslut om utmätning av egendomen. Inom kronofogdemyndighetens summariska process kan betalningsfastställelse begäras beträffande följande egendom: fast egendom, skepp eller skeppsbygge, företagshypotek samt luftfartyg eller reservdelar till luftfartyg, 2 § andra stycket lagen (1990:746) om betalningsföreläggande och handräckning. Utmätningsverkan gäller dock inte företagshypotek.
Panträtten ska ha upplåtits skriftligt. Svaranden är vanligen densamme som gäldenären, men kan även vara en tredje man om denne ställt säkerhet. Om borgenären vill fullfölja utmätningen, har han att hos kronofogdemyndigheten begära exekutiv försäljning av egendomen. Utmätningsverkan förfaller om inte försäljning begärs inom två månader från det att beslutet eller utslaget vann laga kraft. 